# August Paul von Wassermann

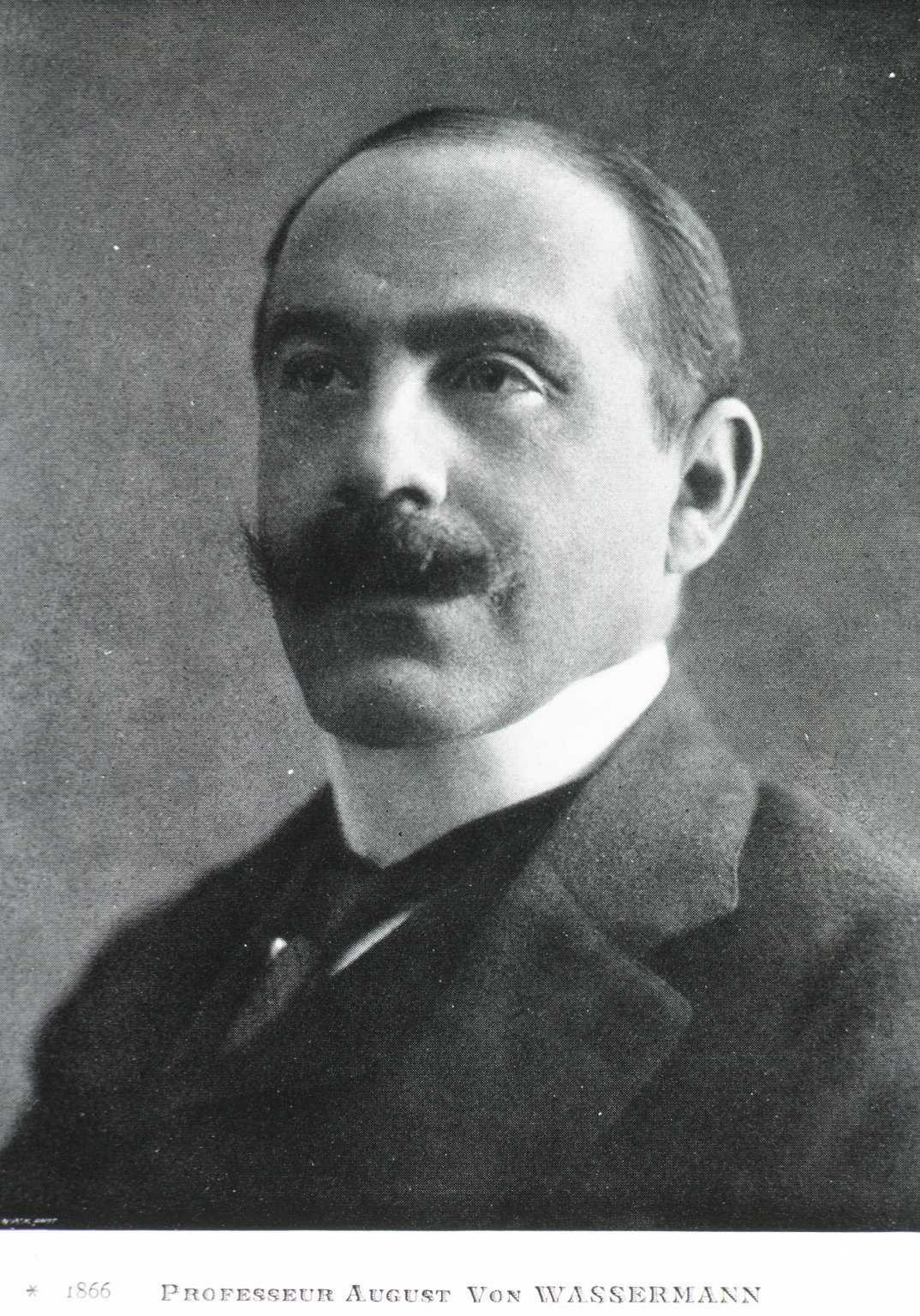
August Wassermann

August Paul von Wassermann, född 21 februari 1866 i Bamberg, död 16 mars 1925 i Berlin, var en tysk bakteriolog.

## Biografi
August Paul von Wassermann studerade medicin vid universiteten i Erlangen, Wien, München och avlade doktorsexamen i Strasbourgs universitet 1888 (examensarbetet handlade om effekterna av Sulfonal). I september 1891 anslöt han sig till det nyöppnade institutet för infektionssjukdomar som leddes av Robert Koch. Där arbetade han ett tag som oavlönad assistent till Bernhard Proskauer. Efter att mellan februari 1893 och juni 1896 haft diverse betalda tjänster å institutets vägnar blev han återigen obetald assistent. 1901 blev han privatdozent i invärtesmedicin vid Friedrich Wilhelm-universitetet i Berlin, och året därpå blev han även chef för institutet för infektionssjukdomars kliniska avdelning. Samma år utsågs han till extraordinarie professor.
1906 blev han chef för institutet för infektionssjukdomars avdelning för experimentell terapi och serumforskning. Året därpå erhöll han även titeln Geheimer Medizinalrat. 1911 utsågs han till hedersprofessor. Två år senare lämnade han institutet för en tjänst som chef för avdelningen för experimentell terapi vid Kaiser-Wilhelm-Gesellschaft i Berlin. Denna tjänst innehade han fram till sin död. Under första världskriget hade han som brigadgeneral i fältläkarkåren ansvaret för epidemikontrollen på östfronten, något som han skötte mycket bra, eftersom han senare utnämndes till chef för avdelningen för hygien och bakteriologi vid preussiska krigsministeriet. På 1920-talet expanderade institutet där Wassermann arbetade, och de bytte namn till Kaiser Wilhelm-institutet för experimentell terapi och biokemi. Trots att han 1924 började lida av Brights sjukdom var han på sin arbetsplats så ofta som möjligt.
Tillsammans med Rudolf Kraus grundade han en sammanslutning för mikrobiologi. Han var den förste att erhålla Aronson Foundation Prize och han har även givit namn åt Wassermanns antikropp, Wassermannreaktion och Wassermanns prov som alla är relaterade till syfilis.